# Juan Manuel Tartilán
Juan Manuel Tartilán Requejo (Lugo, 15 marzo 1938) è un allenatore di calcio ed ex calciatore spagnolo, di ruolo difensore e centrocampista.

## Caratteristiche tecniche
Juan Manuel era un terzino destro con caratteristiche offensive, calmo, intelligente e dotato di un buon piazzamento.

## Carriera

### Calciatore
Dopo aver giocato nel Ponferradina, inizia la carriera professionale nel Celta Vigo, esordendo nella massima serie spagnola nella sconfitta esterna per 1-0 contro l'Oviedo del 23 novembre 1958. Con il Celta retrocede in cadetteria a causa del sedicesimo e ultimo posto nella Primera División 1958-1959. In quella seguente fallisce i play-off promozione, perdendo la doppia sfida contro il Real Valladolid.
Nella stagione 1960-1961 torna a giocare nella massima serie, acquistato insieme a Tucho De la Torre dal Siviglia per un milione e mezzo di peseta: con gli andalusi esordisce per pareggio a reti bianche contro il Granada del 9 ottobre 1960. Nella sua esperienza con i sivigliani ottiene come miglior piazzamento il sesto posto nella Primera División 1961-1962 e raggiunge la finale della Coppa del Generalissimo 1961-1962.
Rimane in forza agli andalusi sino al maggio del 1964 per venire ingaggiato dai catalani dell'Espanyol.
Con l'Espanyol, ove gioca insieme al fratello Jesús Tartilán nella stagione 1964-1965, ottiene il terzo posto nella Primera División 1966-1967 e vince la Coppa Piano Karl Rappan 1968.
Retrocede in cadetteria al termine della stagione 1968-1969, ottenendo però l'immediata promozione grazie al terzo posto ottenuto nella Segunda División 1969-1970.
Termina l'esperienza all'Espanyol nel 1971, passando al Tortosa.

### Allenatore
Lasciato il calcio giocato entra nello staff dell'Espanyol, allenando poi numerose squadre spagnole.
Ha allenato varie squadre nella Segunda División B, iniziando la propria carriera nell'Orense. Si succedono poi esperienze al Calvo Sotelo, all'Alcalá, al Real Jaén ed al CD Valdepeñas, incarico dal quale sarà sollevato nel novembre 1992.
Giunse al Real Jaén nel novembre 1986, in sostituzione di Juan Lucena. Con il Jaén vinse il Gruppo IX della Tercera División 1987-1988, ottenendo così la promozione in terza serie. Allenò ancora il Jaén in altre due occasioni, senza però ottenere il successo della sua prima esperienza con i bianco-viola.
Con il Calvo Sotelo, grazie al secondo posto del Gruppo II della Segunda División B 1983-1984, ottiene la promozione nella serie cadetta spagnola. Nella Segunda División ottenne il diciannovesimo posto finale, retrocedendo consì in terza serie.

## Palmarès

### Calciatore
- Coppa Piano Karl Rappan: 1

Espanyol: 1968

### Allenatore
- Tercera División (Spagna): 1

Real Jaén: 1987-1988 (Gruppo IX)